# 臺灣原住民族恢復傳統地名
臺灣原住民族恢復傳統地名是指由於台灣經過近百年來不同外來政權的殖民及外來文化思潮的影響，造成許多原本臺灣傳統地名被改為與統治者有關的名稱。其中，中華民國中樞遷台後，蔣中正試圖以中華文化同化台灣原住民族，以漢人名人、三民主義、四維八德等相關地名取代原本原住民語言的本土地名。

## 已回復地區
解嚴後，一些地區回復原本名稱：
- 1988年嘉義縣「吳鳳鄉」正名為「阿里山鄉」。
- 1992年屏東縣「三地鄉」正名為「三地門鄉」。
- 2007年高雄縣「三民鄉」正名為「那瑪夏鄉」[1]，轄下三村亦恢復舊名：「民族 → 南沙魯」（Nangisarʉ）、「民權 → 瑪雅」（Mangacun）、「民生 → 達卡努瓦」（Tangaanua）。
- 2009年5月11日，高雄縣桃源鄉「梅蘭村」更名為「拉芙蘭村」。
- 2021年南投縣仁愛鄉「合作村」正名為賽德克語「德鹿谷村」。[2][3][4]

## 討論中地區
尚未達成地方共識的土地正名運動尚有：
- 南投縣「仁愛鄉」：欲改稱「霧社鄉」或「巴蘭鄉」
- 花蓮縣「秀林鄉」：欲改稱「太魯閣鄉」
- 台東縣卑南鄉的達魯瑪克部落周遭地區要求脫離卑南鄉獨立設鄉，並定名為台東縣「達魯瑪克鄉」[5]
- 花蓮縣光復鄉欲改稱「馬太鞍鄉」
- 桃園市復興區欲改稱「角板山區」、「比亞山區」或「拉拉山區」
- 南投縣信義鄉欲改稱「羅娜鄉」
- 高雄市桃源區欲改稱「雅爾區」
- 高雄市茂林區欲改稱「多納區」
- 台東縣東河鄉欲改稱「都蘭鄉」

台中市和平區、台東縣延平鄉、台東縣成功鎮、宜蘭縣大同鄉亦有欲改名之聲浪，惟名稱尚在討論。

## 資料來源
1. ↑  7席鄉代一致通過 三民鄉正名那瑪夏鄉 （页面存档备份，存于）《自由電子報》，2007年12月11日
2. ↑  . 2021-06-23  [2021-07-28]. （原始内容存档于2021-07-28）.
3. ↑  江良誠. . 聯合報. 2021-07-31  [2021-08-04]. （原始内容存档于2021-08-09）.
4. ↑  高堂堯. . ETtoday新聞網. 2021-07-09  [2021-08-04]. （原始内容存档于2021-08-04）.
5. ↑  達魯瑪克爭自治 卑南鄉長支持 （页面存档备份，存于）《自由電子報》2015年3月1日